# (36975) 2000 SR313
2000 SR313 (asteroide 36975) é um asteroide da cintura principal. Possui uma excentricidade de 0.06093500 e uma inclinação de 12.21972º.
Este asteroide foi descoberto no dia 27 de setembro de 2000 por LINEAR em Socorro.